# 2015–2016-os négysánc-verseny
A 2015–2016-os négysánc-verseny, a 2015–2016-os síugró-világkupa részeként került megrendezésre, melyet hagyományosan Oberstdorfban, Garmisch-Partenkirchenben (Németország), valamint Innsbruckban és Bischofshofenben (Ausztria) tartottak 2015. december 29. és 2016. január 6. között.
A torna győztese a szlovén Peter Prevc lett, megelőzve a német Severin Freundot és az osztrák Michael Hayböcköt.

## Eredmények

### Oberstdorf
Schattenbergschanze HS 137

2015. december 29.
| Helyezés | Név             | Nemzetiség  | 1. ugrás (m) | 2. ugrás (m) | Pontok | Összetett pontok |
| -------- | --------------- | ----------- | ------------ | ------------ | ------ | ---------------- |
| 1        | Severin Freund  | Németország | 126.0        | 137.5        | 307.2  | 307.2 (1)        |
| 2        | Michael Hayböck | Ausztria    | 130.0        | 139.0        | 304.2  | 304.2 (2)        |
| 3        | Peter Prevc     | Szlovénia   | 129.5        | 130.0        | 299.9  | 299.9 (3)        |
| 4        | Anders Fannemel | Norvégia    | 130.5        | 129.0        | 295.8  | 295.8 (4)        |
| 5        | Kaszai Noriaki  | Japán       | 127.0        | 133.5        | 290.6  | 290.6 (5)        |

### Garmisch-Partenkirchen
Große Olympiaschanze HS 142

2016. január 1.
| Helyezés | Név                  | Nemzetiség  | 1. ugrás (m) | 2. ugrás (m) | Pontok | Összetett pontok |
| -------- | -------------------- | ----------- | ------------ | ------------ | ------ | ---------------- |
| 1        | Peter Prevc          | Szlovénia   | 133.5        | 136.0        | 272.7  | 572.6 (1)        |
| 2        | Kenneth Gangnes      | Norvégia    | 132.0        | 134.0        | 260.1  | 548.7 (4)        |
| 3        | Severin Freund       | Németország | 133.5        | 132.5        | 256.8  | 564.0 (2)        |
| 4        | Johann André Forfang | Norvégia    | 128.0        | 133.5        | 250.8  | 529.6 (6)        |
| 5        | Michael Hayböck      | Ausztria    | 131.0        | 132.0        | 247.3  | 551.5 (3)        |

### Innsbruck
Bergiselschanze HS 130

2016. január 3.
| Helyezés | Név                  | Nemzetiség  | 1. ugrás (m) | 2. ugrás (m) | Pontok | Összetett pontok |
| -------- | -------------------- | ----------- | ------------ | ------------ | ------ | ---------------- |
| 1        | Peter Prevc          | Szlovénia   | 130.8        | 138.7        | 269.5  | 842.1 (1)        |
| 2        | Severin Freund       | Németország | 124.1        | 133.3        | 258.4  | 822.4 (2)        |
| 3        | Kenneth Gangnes      | Norvégia    | 127.1        | 124.4        | 251.1  | 800.2 (3)        |
| 4        | Johann André Forfang | Norvégia    | 122.4        | 127.3        | 249.7  | 779.3 (5)        |
| 5        | Michael Hayböck      | Ausztria    | 119.2        | 128.3        | 247.5  | 799.0 (4)        |

### Bischofshofen
Paul-Ausserleitner-Schanze HS 142

2016. január 6.
| Helyezés | Név             | Nemzetiség  | 1. ugrás (m) | 2. ugrás (m) | Pontok | Összetett pontok |
| -------- | --------------- | ----------- | ------------ | ------------ | ------ | ---------------- |
| 1        | Peter Prevc     | Szlovénia   | 139.0        | 142.5        | 297.3  | 1139.4 (1)       |
| 2        | Severin Freund  | Németország | 136.0        | 141.0        | 290.5  | 1112.9 (2)       |
| 3        | Michael Hayböck | Ausztria    | 136.0        | 139.0        | 282.6  | 1081.6 (3)       |
| 4        | Stefan Kraft    | Ausztria    | 136.0        | 138.0        | 278.0  | 1036.2 (5)       |
| 5        | Kenneth Gangnes | Norvégia    | 131.5        | 137.0        | 273.3  | 1073.5 (4)       |

## Végeredmény
Összetett végeredmény
| Helyezés | Név                  | Nemzetiség  | Oberstdorf | Garmisch- Partenkirchen | Innsbruck  | Bischofshofen | Pontok |
| -------- | -------------------- | ----------- | ---------- | ----------------------- | ---------- | ------------- | ------ |
| 1        | Peter Prevc          | Szlovénia   | 299.9 (3)  | 272.7 (1)               | 269.5 (1)  | 297.3 (1)     | 1139.5 |
| 2        | Severin Freund       | Németország | 307.2 (1)  | 256.8 (3)               | 258.4 (2)  | 290.5 (2)     | 1112.9 |
| 3        | Michael Hayböck      | Ausztria    | 304.2 (2)  | 247.3 (5)               | 247.5 (5)  | 282.6 (3)     | 1081.6 |
| 4        | Kenneth Gangnes      | Norvégia    | 288.6 (6)  | 260.1 (2)               | 251.5 (3)  | 273.3 (5)     | 1073.5 |
| 5        | Stefan Kraft         | Ausztria    | 287.7 (7)  | 238.6 (9)               | 231.9 (11) | 278.0 (4)     | 1036.2 |
| 6        | Johann André Forfang | Norvégia    | 278.8 (8)  | 250.8 (4)               | 278.0 (4)  | 256.2 (7)     | 1035.5 |
| 7        | Kaszai Noriaki       | Japán       | 290.6 (5)  | 231.0 (12)              | 236.8 (7)  | 254.8 (9)     | 1013.2 |
| 8        | Anders Fannemel      | Norvégia    | 295.8 (4)  | 241.5 (7)               | 231.8 (12) | 241.0 (18)    | 1010.1 |
| 9        | Richard Freitag      | Németország | 276.5 (9)  | 243.6 (6)               | 233.3 (10) | 248.0 (11)    | 1001.4 |
| 10       | Andreas Wank         | Németország | 264.5 (13) | 231.8 (11)              | 235.4 (9)  | 242.7 (16)    | 974.4  |